# Acontia mediofasciata
Acontia mediofasciata là một loài bướm đêm trong họ Noctuidae.